# Ancistrorhynchus ischnurus
Ancistrorhynchus ischnurus är en plattmaskart som beskrevs av L`Hardy 1963. Ancistrorhynchus ischnurus ingår i släktet Ancistrorhynchus och familjen Gnathorhynchidae. Inga underarter finns listade i Catalogue of Life.